# DAF 750
O DAF 750 foi um veículo de passeio produzido pela empresa holandesa DAF (sigla de Van Doorne's Automobiel Fabriek), que era uma versão mais potente (30 CV) do DAF 600 (que tinha somente 22 CV). Na época era chamado de "Daffodil", contração de DAF e krokodil (crocodilo), devido à aparência de sua frente.
Era um pequeno sedã com suspensão traseira independente, motor de dois cilindros horizontais opostos (motor boxer) a quatro tempos, resfriado a ar, de 746 cc e 30 cv, transmissão continuamente variável (Câmbio CVT) por meio do inovador Sistema Variomatic no qual as rodas traseiras eram tracionadas por correias de borracha independentes que também funcionavam como um diferencial auto-bloqueante.
Foram vendidas:
- 16.767 unidades da versão original (entre 1961 e 1963);[4]
- 23.045 unidades do DAF 30 (uma versão mais luxosa) (entre 1961 e 1963);
- 56.200 unidades do DAF 31 (entre 1963 e 1965);
- 53.674 unidades do DAF 32 (entre 1965 e 1967);
- 500 unidades do DAF 32 S em 1966 (versão esportiva que tinha 36 cv);
- 131.621 unidades do DAF 33 entre 1967 e 1974 (tinha 32 cv).[5]